# 范西成
范西成（1945年—），汉族，中华人民共和国政治人物、第十一届全国政协委员。
加入中国共产党，担任十一届全国政协经济委员会副主任、全国政协原副秘书长、机关党组成员。2008年，当选第十一届全国政协委员，代表特别邀请人士，分入第五十八组。并担任经济委员会副主任。